# Trapania inbiotica
Trapania inbiotica is een slakkensoort uit de familie van de Goniodorididae. De wetenschappelijke naam van de soort is voor het eerst geldig gepubliceerd in 2000 door Camacho-Garcia & Ortea.